# ロディ・ミーリチ
ロディ・ミーリチ（イタリア語: Rodì Milici, シチリア語: Rudì Milici）は、イタリア共和国シチリア州メッシーナ県にある、人口約2,000人の基礎自治体（コムーネ）。

## 地理

### 位置・広がり

#### 隣接コムーネ
隣接するコムーネは以下の通り。
- アンティッロ
- カストロレアーレ
- フォンダケッリ＝ファンティーナ
- マッツァッラ・サンタンドレーア
- ノヴァーラ・ディ・シチーリア
- テルメ・ヴィリアトーレ

## 行政

### 分離集落
ロディ・ミーリチには、以下の分離集落（フラツィオーネ）がある。
- Case Bruciate, Milici, Pietre Rosse, Rodì (sede comunale)